# Zemský okres Rems-Murr
Zemský okres Rems-Murr (německy Rems-Murr-Kreis) je zemský okres v německé spolkové zemi Bádensko-Württembersko, ve vládním obvodu Stuttgart. Sídlem správy zemského okresu je město Waiblingen. Má přibližně 419 tisíc obyvatel. 

## Města a obce
Města:
1. Backnang
2. Fellbach
3. Murrhardt
4. Schorndorf
5. Waiblingen
6. Weinstadt
7. Welzheim
8. Winnenden

Obce:
1. Alfdorf
2. Allmersbach im Tal
3. Althütte
4. Aspach
5. Auenwald
6. Berglen
7. Burgstetten
8. Großerlach
9. Kaisersbach
10. Kernen im Remstal
11. Kirchberg an der Murr
12. Korb
13. Leutenbach
14. Oppenweiler
15. Plüderhausen
16. Remshalden
17. Rudersberg
18. Schwaikheim
19. Spiegelberg
20. Sulzbach an der Murr
21. Urbach
22. Weissach im Tal
23. Winterbach